# نيكولاوس فيلتر
نيكولاوس فيلتر Nikolaus Welter (أيضا نيك فيلتر؛ ولد في 2 يناير 1871 في ميرش في لوكسمبورغ – ومات في 13 يوليو 1951 في لوكسمبورغ) هو أديب وكاتب مسرحي وشاعر وبروفيسور وعالم أدبي وسياسي لوكسمبورغي.

## حياته
بعد دراساته في لوفن وباريس وبون وبرلين عمل مستشارا دراسيا في ديكيرش ثم في لوكسمبورغ. بين عامي 1918 و 1921 كان وزيرا للتعليم (وكان مستقلا عن الحزب الاشتراكي) في حكومة رويتر. كتب مسرحيات وقصائد وكذلك مقالات مثل «تاريخ الأدب الفرنسي». ومعظم كتاباته في اللغة الألمانية. ألهم عمله جريزيلينده Griselinde في عام 1901 الملحن الموسيقي ألفريد كوفالسكي إبداع أوبرا تحمل نفس الاسم.

## من أعماله
- أضواء الصباح (قصائد)
- زيجفريد وميلوزينا (أسطورة شعبية ممسرحة 1900)
- من اليوم القديم (قصائد)
- أبناء أوسلينج (مأساة من عصر الثورة)
- بورفيسور فورستر (مسرحية)
- فرانتس بيرج...حياة بروليتاري
- شعراء اللهجة اللوكسمبورجية 1906
- جريزيلينده (مسرحية)